# الهندية (خولان)

تعديل مصدري - تعديل

الهندية هي إحدى قرى عزلة الاعروش بمديرية خولان التابعة لمحافظة صنعاء، بلغ تعداد سكانها 510 نسمة حسب تعداد اليمن لعام 2004.